# 膳傾子
膳 傾子（かしわで の かたぶこ、生没年不詳）は、日本古代の6世紀後半の豪族。姓は臣。名前は賀拕夫（かたぶ）ともいう。

## 経歴
『日本書紀』巻第十九によると、欽明天皇31年4月（推定570年）、高句麗の使者が越国に初めて漂着した際に、饗応のために派遣された。この時、高句麗の大使（おおつかい）は膳臣が「皇華（みやこ）」の使であることを知り、越の国の地方豪族である「道君」を詰問し、「お前は膳臣を拝んだので、役人ではないとわかった。私を騙して取り立てた調を速やかに返還せよ」と言った。これを聞いた傾子は、その調を捜し出して大使に返還させ、京へもどり復命した、とある。
『書紀』巻第二十一によると、その後、用明天皇2年（推定587年）、天皇の崩御ののち、丁未の乱では蘇我馬子の側につき、大連物部守屋の軍と戦った。乱後、蘇我氏の血をひく皇族と接近し、娘の膳部菩岐々美郎女は聖徳太子の妃となり、その妹の比里古郎女（ひろこのいらつめ）は太子の弟、来目皇子の妃となった。
膳氏はのちに高橋氏と改氏するが、奈良市杏町（からももちょう）高橋は太子が宮を建てた斑鳩方面へ向かう要地、石上衢（いそのかみのちまた、現在の天理市櫟本町（いちのもとちょう）付近）に近く、太子の斑鳩遷宮を膳氏による誘致とする有力な根拠となっている。
奈良県生駒郡斑鳩町の藤ノ木古墳の被葬者は膳傾子だという説もある。